# Geany
Geany est un éditeur de texte léger utilisant GTK+ et Scintilla et incluant les fonctions élémentaires d'un environnement de développement intégré. Pensé pour avoir peu de dépendances et démarrer rapidement, il est disponible pour plusieurs systèmes d'exploitation tel que Windows, Linux, Mac OS X, BSD et Solaris. Il supporte, entre autres, les langages assembleur, C/C++, CSS, Java, JavaScript, PHP, HTML, LaTeX, Lua, Python, Perl, Ruby, Rust, Pascal, Haskell, Verilog, VHDL.
Geany est plus puissant que SciTE tout en gardant la simplicité de celui-ci. Il n'atteint ni ne vise pour autant la sophistication d'Eclipse. Il peut remplacer sous Windows des éditeurs tels que NoteTab ou ConTEXT.
C'est un logiciel libre sous licence GNU GPL.

## Caractéristiques
Geany est un IDE, qui se veut léger et qui donc propose uniquement les fonctionnalités de base, afin d'être indépendant des autres logiciels :
- Auto-complétion.
- Multiple document interface.
- Gestion des projets.
- Coloration syntaxique.
- Pliage de code.
- Liste de symboles.
- Émulateur de terminal intégré[5].
- Extensible par des greffons.